# Abbey Lee
Abbey Lee Kershaw (Melbourne, 12 juni 1987) is een Australische actrice en model.

## Levensloop
Lee werd geboren in Melbourne. Ze is de dochter van een psycholoog en voormalig Australian Football League-speler Kim Kershaw. In haar jeugd leed ze aan meningitis en had ze een tumor in het gebied van de knie. Ze groeide op in Kensington, Melbourne en woonde St. Michael's Catholic Elementary School in Melbourne bij. Daarna ging ze naar de Academy of Mary Immaculate in Fitzroy, Melbourne.
Als tiener had ze verschillende banen om de kost te verdienen, onder meer op een kermis en in een fastfoodrestaurant. In 2004 nam ze deel aan de Australian Girlfriend Model Search en won de wedstrijd. Na de middelbare school verhuisde ze in 2005 van Melbourne naar Sydney om als model te gaan werken en kort daarna kreeg ze een contract bij Chic Management. In 2007 verhuisde ze naar New York en werd ze door Models.com uitgeroepen tot "Next Superstar". Ze maakte haar debuut op New York Fashion Week in 2008. Ze werd exclusief geboekt voor Gucci voor haar eerste deelname aan Milan Fashion Week.
In 2011 speelde ze een Jiujitsu vechter in een korte film, in 2015 kreeg ze een rol in de film Mad Max: Fury Road en in 2016 de vrouwelijke hoofdrol in Gods of Egypt. Dit werd gevolgd door andere belangrijke rollen in films zoals The Neon Demon en The Dark Tower. In 2021 speelde ze in de film Old.

## Filmografie
| Jaar      | Titel                     | Rol                   | Opmerkingen     |
| --------- | ------------------------- | --------------------- | --------------- |
| Film      |                           |                       |                 |
| 2011      | Submission                | Jiujitsu vechter      | Korte film      |
| 2014      | Hollywood Lucifer         | Abbey                 | Korte film      |
| 2015      | Mad Max: Fury Road        | The Dag               |                 |
| 2015      | Ruben Guthrie             | Zoya Houbec           |                 |
| 2016      | Snowbird                  | Theo                  | Korte film      |
| 2016      | Gods of Egypt             | Anat                  |                 |
| 2016      | The Neon Demon            | Sarah                 |                 |
| 2016      | Office Christmas Party    | Savannah              |                 |
| 2017      | The Dark Tower            | Tirana                |                 |
| 2017      | Outlaws                   | Katrina               |                 |
| 2017      | Maverick                  | Maverick              | Korte film      |
| 2018      | Elizabeth Harvest         | Elizabeth             |                 |
| 2018      | Welcome the Stranger      | Alice                 |                 |
| 2018      | Caprice                   | Holly                 |                 |
| 2018      | To the Night              | Caty                  |                 |
| 2019      | Lux Æterna                | Abbey                 |                 |
| 2021      | The Vandal                | Nurse                 |                 |
| 2021      | Old                       | Chrystal              |                 |
| 2024      | Horizon: An American Saga | Marigold              |                 |
| Televisie |                           |                       |                 |
| 2020      | Lovecraft Country         | Christina Braithwhite | 10 afleveringen |